# Hosjön
Hosjön er en mindre sø i det østlige Falun. Højden over havet plejer ikke angives på kort, men ligger noget over Runns ca. 106 m. Søen fyldes på af Sundbornsån og løber via Korsnäs ström ud i Runn. Den indgår således i Svärdsjövattendragets vandsystem. På den sydlige side af søen ligger Falu-bydelen Hosjö, mens der på den nordlige side er landsby. Blandt andet er Rottneby herrgård beliggende nord for Hosjön. I øst findes en vig som hedder Romsarvsviken. At gå rundt om søen indebærer en spadseretur på ca. 6-8 kilometer.
I Hosjöns vand lever bl.a. aborre, skalle, gedde og muslinger.
60°35′58″N 15°44′18″Ø / 60.59944°N 15.73833°Ø